# Manitou (Oklahoma)
Manitou es un pueblo ubicado en el condado de Tillman en el estado estadounidense de Oklahoma. En el año 2010 tenía una población de 181 habitantes y una densidad poblacional de 201,11 personas por km².

## Geografía
Manitou se encuentra ubicado en las coordenadas 34°30′29″N 98°58′51″O / 34.50806, -98.98083 (34.507930, -98.980859).

## Demografía
Según la Oficina del Censo en 2000 los ingresos medios por hogar en la localidad eran de $33,036 y los ingresos medios por familia eran $35,750. Los hombres tenían unos ingresos medios de $23,750 frente a los $12,321 para las mujeres. La renta per cápita para la localidad era de $9,177. Alrededor del 25.9% de la población estaban por debajo del umbral de pobreza.